# Армия самообороны провинции Гирин
А́рмия самооборо́ны прови́нции Гири́н была создана в конце января 1932 года, когда японские войска и войска Маньчжоу-Го приблизились к Харбину. Генералы Дин Чао, Ли Ду, Фэн Чжаньхай, Син Чжанцин и Чжао И объединили свои войска под единым командованием, и призвали граждан вступать в добровольческие формирования, в результате чего численность армии достигла 30 000 человек. Главнокомандующим стал Ли Ду.

## Боевой путь
Оборона Харбина поначалу была успешной, так как армии противостояли только силы Маньчжоу-Го. Однако потом подошли японские войска во главе с Дзиро Тамоном, и Харбин пришлось оставить. Дин Чао со своими измученными солдатами двинулся на северо-восток по Сунгари, чтобы присоединиться к войскам Ли Ду. В апреле 1932 они вместе реорганизовали 30 000 человек в 9 бригад. они продолжали сопротивляться, занимая города, расположенные вдоль КВЖД (между Харбином и советской границей).
Фэн Чжаньхай, бывший командир Гиринской гвардейской дивизии, отступил в западную часть провинции Гирин и создал другое крупное добровольческое формирование — «Северо-восточную армию храбрых и верных». По оценках японцев, к июню 1932 её численность составляла 15 000 человек.

## Командиры
- Фронтовой главнокомандующий — Ван Юй.
- Начальник генерального штаба — Ян Яоцзюнь.
- Главнокомандующий армии обороны КВЖД и командир 28-й бригады — Дин Чао.
- Командир 29-й бригады — Ван Жуйхуа.
- Командир 22-й бригады — Чжао И.
- Командир 26-й бригады — Сун Вэньцзюнь.
- Командир 25-й бригады — Ма Сяньчжан.
- Командир временной 1-й бригады — Фэн Чжаньхай.
- Командир 1-й кавалерийской бригады — Гун Чанхай.
- Командир 2-й кавалерийской бригады — Яо Дяньчэнь.
- Командир партизан горных лесов — Сун Сицзэн.